# Dziewczyna Ameryki
Dziewczyna Ameryki (ang. All American Girl) – książka dla nastolatek autorstwa Meg Cabot. W USA została wydana we wrześniu 2002 roku, przez wydawnictwo Harper Collins Publishers, a w Polsce także w 2002 roku, przez wydawnictwo Amber.

## Fabuła
Książka opowiada o dziewczynie która jest buntowniczą artystką, skrywa namiętną miłość do chłopaka swojej starszej siostry Lucy – Jacka. Gdy wszystko zaczyna się walić (rodzice każą jej chodzić na lekcje do okropnej Susan Boone), Samantha czuje że nie zniesie Susan i jej gadającego kruka Joego, zrywa się z lekcji i... ratuje życie Prezydenta Stanów Zjednoczonych (jak i łamie sobie nadgarstek). Gdy Prezydent zaprasza Sam na uroczysty obiad w Białym Domu, Sam odkrywa lekkie frisson (jak to określiła jej siostra Rebecca) do Davida – Pierwszego Syna – a wyrycie na "pamiątkowym parapecie" jej imienia wcale nie łagodzi sprawy... Ale potem, gdy Sam myśli, że nie może być gorzej (Kris Parks zaczyna się do niej podlizywać, a cała szkoła myśli, że David i Sam chodzą ze sobą), przyjaciółka Sam błaga ją, aby ta przyszła na imprezę Kris i to z Davidem. Na zabawie David i Jack kłócą się.

## Komentarz wydawcy
"Czy życie może się zmienić w jednej sekundzie? Powiedzmy, między kupieniem ciastka a płyty CD? Właśnie tak dzieje się z Samanthą Madison. Właśnie taka jedna sekunda wystarcza, żeby uratować życie prezydenta Stanów Zjednoczonych. I zostać bohaterką narodową. I wpaść w oko Pierwszemu Synowi. Naprawdę niezłemu..."

## Bohaterowie

### Najważniejsi bohaterowie
- Samantha Madison – 15-letnia główna bohaterka książki, wielkomiejska buntowniczka. Ma miedziano-rude włosy wiecznie będące w nieładzie. Ubiera się tylko na czarno. Jej ulubione buty to glany w stokrotki z korektora, które kiedyś sama narysowała. Na początku książki zakochana w Jacku. Wielka fanka Gwen Stefani i muzyki ska.
- David – 16-letni syn prezydenta i na końcu książki chłopak Sam. Ma piękne zielone oczy. Wielbiciel Ska i Gwen Stefani.
- Catherine – najbliższa przyjaciółka Sam.
- Lucy – starsza siostra Sam i Rebecki. Ma jasnorude włosy, bardzo piękna.
- Rebecca – młodsza siostra Sam i Lucy, chodzi do szkoły dla geniuszów "Horizon" – tak samo jak syn prezydenta Stanów Zjednoczonych.
- Susan Boone – nauczycielka lekcji rysunku, na którą chodzi Sam.

### Bohaterowie poboczni
- Theresa – kobieta w średnim wieku, pełniąca w domu Madisonów rolę gosposi domowej.
- Jack – chłopak Lucy, buntownik, artysta w 2 części rozstaje się z Lucy.
- Kris Parks – dawna przyjaciółka Samanthy, aktualnie jej największy wróg.
- Prezydent
- Joe (kruk) – nieznośny ptak w pracowni Susan Boone.
- Manet (pies) – owczarek Samanthy.

## Seria
Składa się z dwóch tomów:
- Dziewczyna Ameryki (All American Girl)
- Dziewczyna Ameryki 2: Pierwszy krok (All American Girl 2: Ready Or Not)